# Batalion „Kiliński”

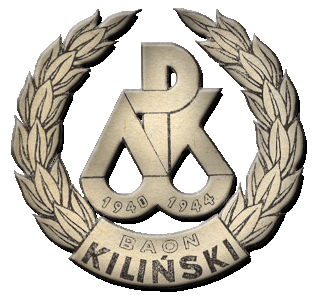

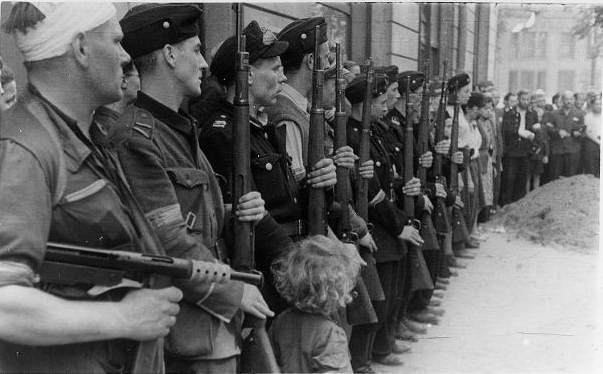
Pluton honorowy batalionu „Kiliński” w czasie pogrzebu na ulicy Zgoda w Warszawie 1944

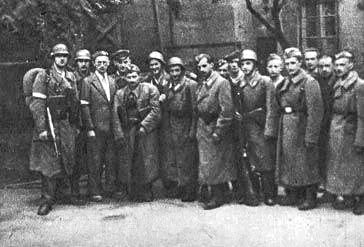
1. Drużyna 2 pluton 7 kompania batalionu „Kiliński”

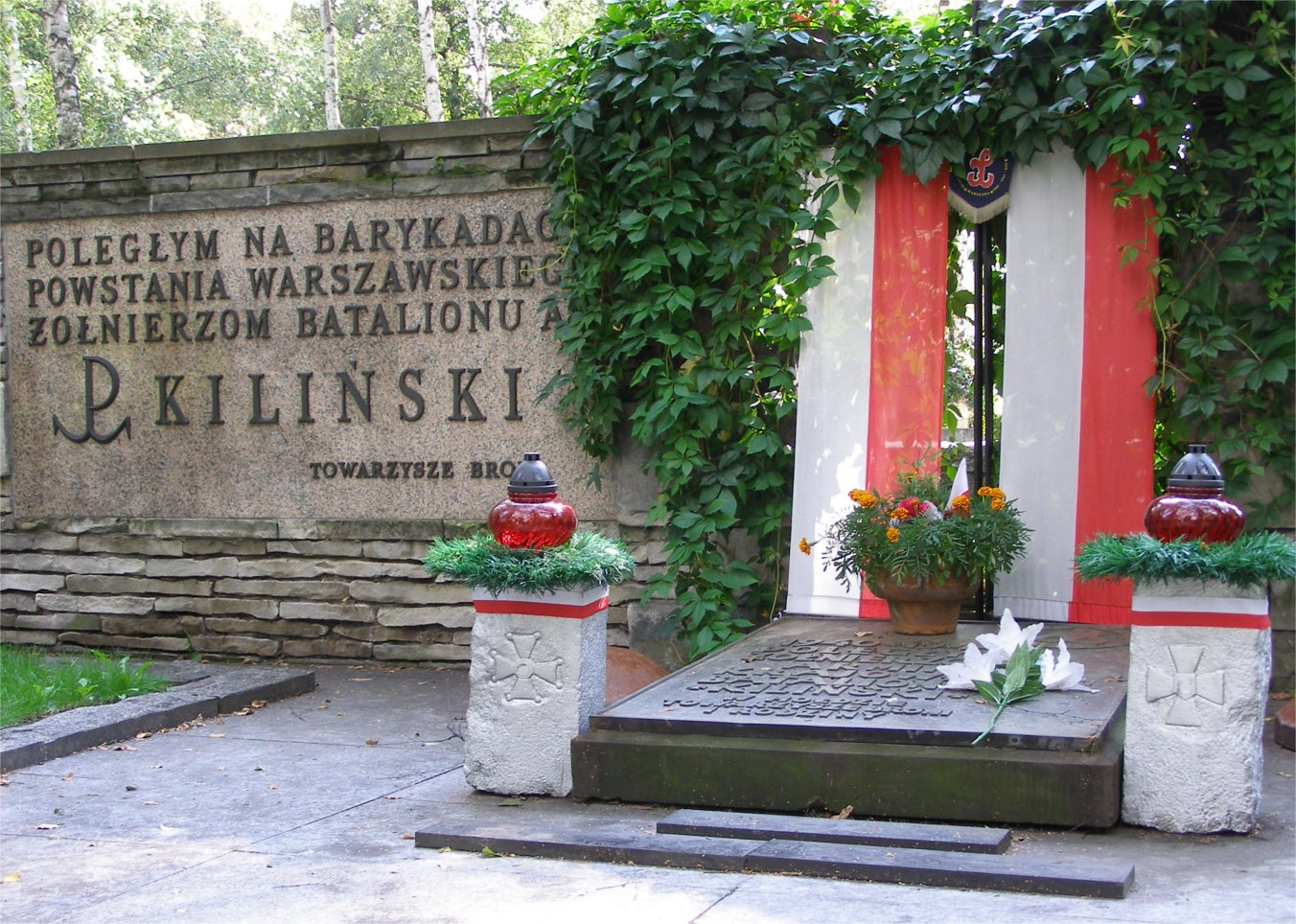
Kwatera na cmentarzu Wojskowym na Powązkach w Warszawie

Batalion „Kiliński” (baon „Kiliński”), właśc. batalion im. Jana Kilińskiego – batalion Armii Krajowej utworzony w styczniu 1940.
Początkowo nosił nazwę „Vistula”, 21 marca 1943 przemianowaną na „Batalion im. Jana Kilińskiego”. Walczył w powstaniu warszawskim w rejonie Śródmieścia i częściowo na Woli.
Przed powstaniem batalion został podzielony na dwa zgrupowania:
- Zgrupowanie IX pod dowództwem rtm. Henryka Roycewicza „Leliwy” składało się z 1, 2, 3, 6 kompanii, oraz podporządkowanych 41 i 42 kompanii WSOP;
- Zgrupowanie X pod dowództwem por. Leona Gajdowskiego "Ostoi", w skład którego wchodziły 4, 5 i 7 kompania oraz podporządkowanych mu 43 i 44 kompanie WSOP.

## Udział w powstaniu
Oddziały IX zgrupowania batalionu uczestniczyły w zdobyciu wieżowca Prudentialu i opanowania placu Napoleona (dziś Powstańców Warszawy) (1 sierpnia), gmachu Poczty Głównej (2 sierpnia), gmachu PAST-y (20 sierpnia) − od 5 sierpnia samodzielnie prowadził walki o ten budynek. Żołnierze batalionu Kiliński zajęli także pomieszczenia „Cafe Clubu” (25 sierpnia), biorąc do niewoli 12 jeńców, oraz zdobywając broń i amunicję. Po wykonaniu zadań wyjściowych, dowódca obwodu skierował 2 oraz 3 kompanię do utrzymania linii obrony wzdłuż ulic Świętokrzyskiej, Nowego Światu, Wareckiej, Al. Jerozolimskich, Brackiej, Marszałkowskiej oraz Złotej. Kompanie 1, 6 i 9 obsadziły rejon ulic Bagno, Królewskiej, Marszałkowskiej, Granicznej i Grzybowskiej. Po zdobyciu PAST-y, oddziały brały udział we wsparciu przebicia się oddziałów Starego Miasta. Po 31 sierpnia oddziały przeszły do odwodu. W pierwszych tygodniach września batalion przeszedł na odcinek w rejonie ul. Nowy Świat.
Zgrupowanie X walczyło 1 sierpnia o zdobycie szkoły przy ul. Żelaznej 88 i szpital św. Zofii. Po niemieckim ataku na Wolę 5 sierpnia, oddziały cofnęły się na linie obrony wzdłuż ulic Wroniej, Towarowej, Ogrodowej i Chłodnej, gdzie zgrupowanie się rozpadło. Od 12 sierpnia, 7 kompania, 41 kompania WSOP oraz pluton z 4 kompanii weszły w skład nowego batalionu szturmowego „Rum”.
Część 4 kompanii „Watra” (plutony 169 i 170) – 6 sierpnia wycofała się na Stare Miasto, gdzie wzięła udział w walkach jako kompania „Osa”, a po przejściu do Śródmieścia weszła w skład Batalionu „Stefan”.
15 września, dokonano reorganizacji batalionu i z dotychczasowych żołnierzy 2, 3, 5 i 6 kompanii utworzono zbiorczą kompanię „Kiliński”. Kompania ta weszła w skład Batalionu Osłonowego (Asystencyjnego), który od 3 do 9 października 1944 pełnił funkcje porządkowe w Warszawie na mocy układu kapitulacyjnego.
8 kompania (Oddział „Kolegium C”) została podporządkowana bezpośrednio dowódcy obwodu. Kompanie 1, 4, 7 i 9 zostały odkomenderowane do innych zgrupowań (batalion „Rum”).
Jednymi z łączniczek oddziału były: aktorka Alina Janowska i Anna Laskowiczówna. W batalionie walczyli m.in. Stanisław Marczak-Oborski, Eugeniusz Grasberg i Zdzisław Maklakiewicz (kompania motorowa „Iskra”) oraz Antoni Agopszowicz.

## Dowódcy
- kpt. Józef Marian Hoffman - ps. „Wrzos” (później ps. „Majster”) (Bronisław Lubicz-Nycz podaje, że był on pierwszym faktycznym dowódcą batalionu, prawdopodobnie od września 1942)[2];
- kpt. Edward Sernicki;
- mjr Władysław Królikiewicz;
- kpt./mjr Gustaw Billewicz (zm. 11 września 1944);
- rtm. Henryk Leliwa-Roycewicz;
- ppor. Władysław Ianelli (ps. „Jarząbek”);
- kpt. Stanisław Silkiewicz.

## Skład batalionu
- 1 kompania „Wigry”, plutony – 162,163,164; dowódca por. Józef Fręchowicz „Józef”
- 2 kompania Szarych Szeregów, plutony 165,166,167; dowódca ppor. Franciszek Szafranek „Frasza”;
- 3 kompania „Szare Szeregi Junior”, plutony – (dwa plutony i oddział przeciwpancerny); dowódca Tadeusz Usarzewski „Tadeusz”
- 4 kompania „Watra”, plutony 169, 170, 171 i 171A; dowódca ppor. Feliks Borecki „Watra”;
- 5 kompania „Wysocki-Phillips”, plutony 172 i 173; dowódca por. Kazimierz Szczap „Batura”;
- 6 kompania „Wawer” (dwa plutony); dowódca kpr pchor. Zbigniew Jarkiewicz „Krzeczkowski”;
- 7 kompania „Iskra” (trzy plutony); dowódca ppor. Sitarz.

3 sierpnia do batalionu jako 8 kompanię przyłączono Oddział Kedywu „Kolegium C” (cztery plutony, 41 żołnierzy), dowódca por. Edward Paszkowski „Wiktor”, ppor. Henryk Jakubowski "Wojtek"(*). 4 sierpnia włączono 41 kompanię WSOP – jako 9 kompanię.

## Upamiętnienie
- W 1979 na placu Powstańców Warszawy została odsłonięta płyta-pomnik upamiętniająca walki batalionu[3].

## Galeria zdjęć

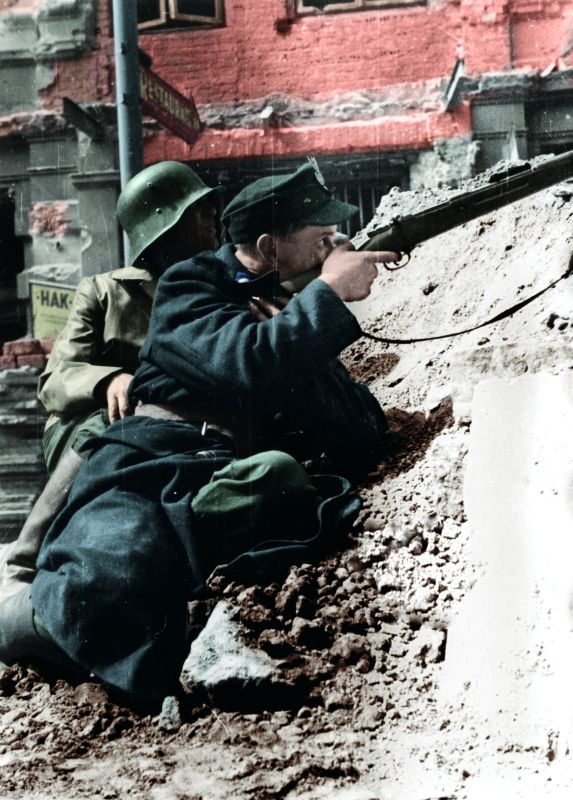
Budynek PAST-y ostrzeliwany z barykady na ulicy Zielnej przez powstańców z batalionu „Kiliński”
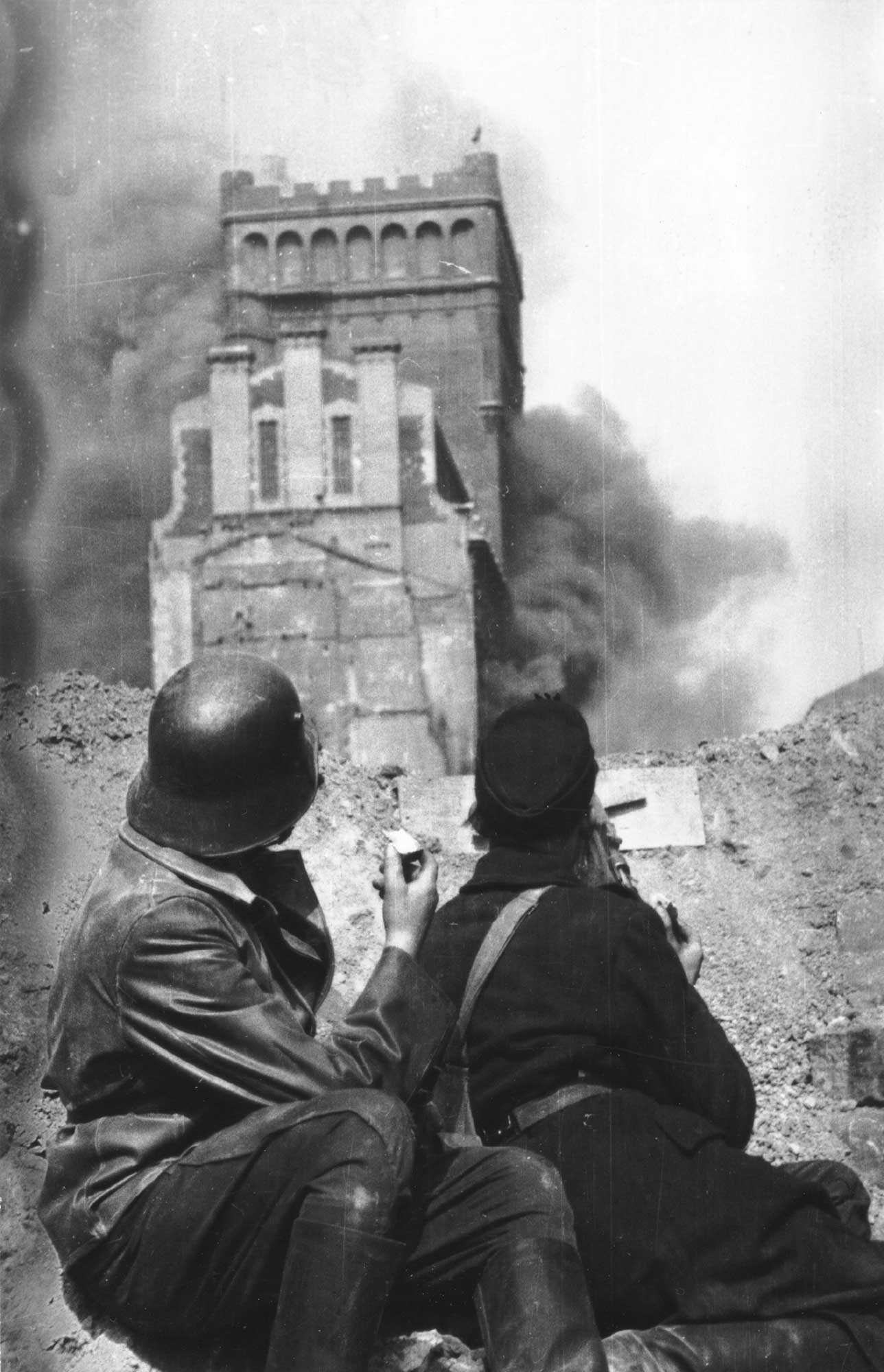
Powstańcy z baonu „Kiliński” na barykadzie na ul. Zielnej obserwują płonący gmach PAST-y przy ul. Zielnej 37/39
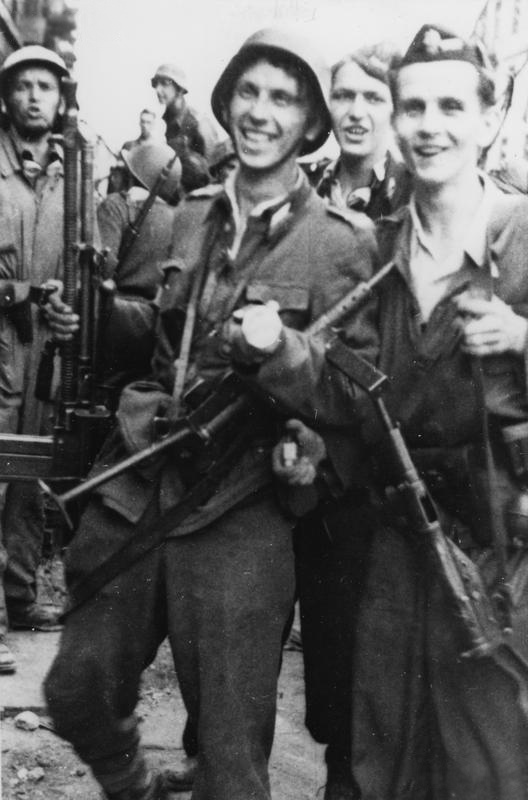
Powstańcy z batalionu „Kiliński” po zdobyciu PAST-y przy ulicy Zielnej 20 sierpnia 1944: z rkm-em stoi kpr. podchor. Edward Mortko (ps. „Tumry”), obok niego po prawej – kpr. podchor. Bernard Zieliński (ps. „Połabski”), w tle za nimi – po lewej Zbigniew Maliński (ps. „Sławicz”, zm. 24 września), po prawej – st. strz. Kazimierz Zagórski (ps. „Barbara”)
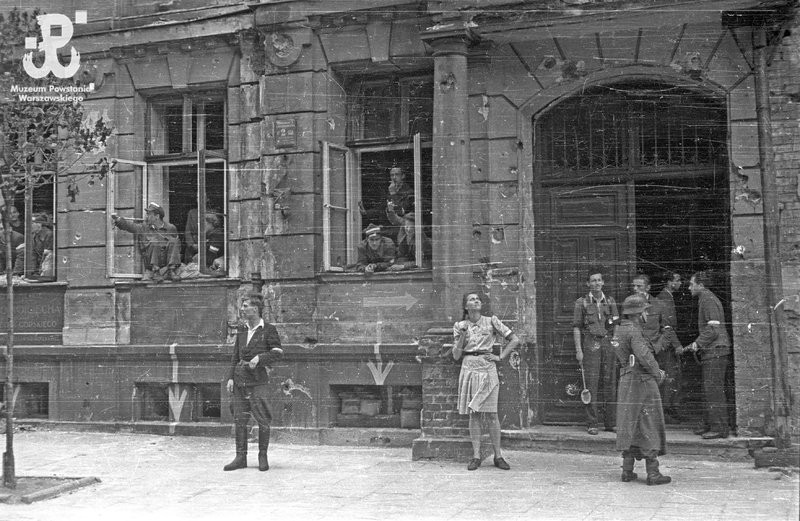
3 kompania batalionu „Kiliński” w budynku Gimnazjum Św. Wojciecha na ulicy Górskiego 2 (ul. Hortensja) w Śródmieściu
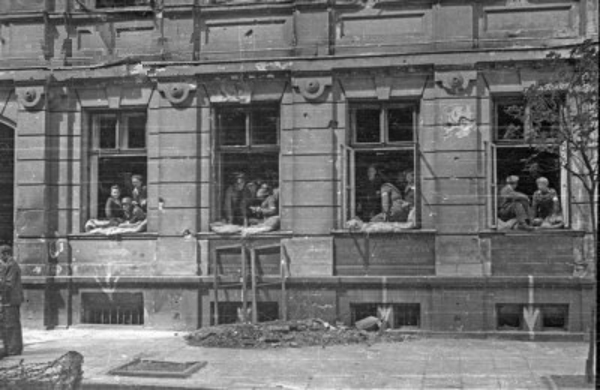
3 kompania batalionu „Kiliński” w budynku Gimnazjum Św. Wojciecha
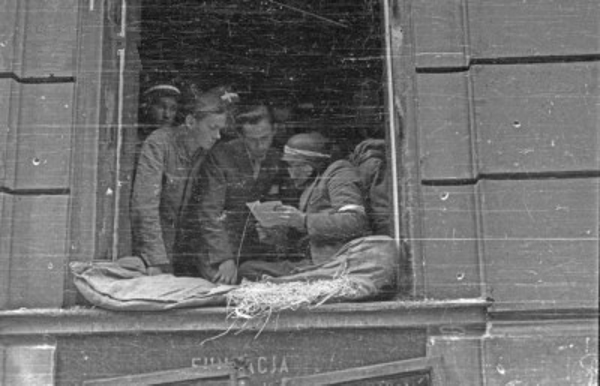
3 kompania batalionu „Kiliński” czyta prasę lub pocztę w budynku Gimnazjum Św. Wojciecha. Pierwszy z lewej to kpr.pchr. Zbigniew Dębski „Prawdzic”.